# Sauropterygia
De Sauropterygia ('hagedis-vleugeligen') zijn een superorde van zeer succesvolle uitgestorven waterreptielen die tot bloei kwam gedurende het Mesozoïcum.

## Naamgeving
De Sauropterygia werden in 1860 benoemd door Richard Owen. In 2000 definieerde Olivier Rieppel een klade Sauropterygia: de groep bestaande uit de laatste gemeenschappelijke voorouder van de Placodontia en de Eosauropterygia; en al zijn nakomelingen.

## Evolutie
De eerste Sauropterygia kwamen ongeveer 245 miljoen jaar geleden ten tonele en waren rond de zestig centimeter lang. Het waren half aan het water aangepaste, hagedisvormige reptielen met relatief lange ledematen. Binnen een relatief korte tijd groeiden ze uit tot enkele meters lang.  Gedurende de Trias-Jura-extinctie stierven alle orden der Sauropterygia uit, met uitzondering van de plesiosauriërs, die zich later ontwikkelden in de Plesiosauroidea en de Pliosauroidea. De overgebleven Sauropterygia stierven uiteindelijk gelijktijdig met de dinosauriërs en pterosauriërs uit ten tijde van de massa-extinctie aan het einde van het Mesozoïcum.

## Kenmerken
Sauropterygia worden gekenmerkt door een radicale aanpassing van hun schouder, zo geëvolueerd voor het ondersteunen van hun krachtige vinnen. Sommige latere Sauropterygia ontwikkelden een soortgelijk mechanisme in hun bekken.

## Indeling
De indeling van de vertegenwoordigers der Sauropterygia is uitermate moeilijk, met name ook vanwege het veelvuldig voorkomen van convergente evolutie. Meestal worden ze ingedeeld bij de Diapsida, vroeger ook wel bij de Anapsida.
- Klasse Reptilia
  - Infraklasse Lepidosauromorpha
    - Superorde Sauropterygia
      - Orde Thalattosauriformes
        - Onderorde Thalattosauria

      - Orde Placodontia
      - (niet geclassificeerd) Eusauropterygia
        - Orde Nothosauroidea
          - Onderorde Pachypleurosauria
          - Onderorde Nothosauria

        - (niet geclassificeerd) Pistosauroidea
          - Corosaurus
          - Chinchenia
          - Kwangsisaurus
          - Cymatosaurus
          - Familie Pistosauridae

        - Orde Plesiosauria
          - Onderorde Plesiosauroidea
          - Onderorde Pliosauroidea